# Bathyclarias nyasensis
Bathyclarias nyasensis es una especie de pez de la familia Clariidae en el orden de los Siluriformes.

## Morfología
• Los machos pueden llegar alcanzar los 100 cm de longitud total.

## Distribución geográfica
Se encuentran en África: es una especie  endémica del lago Malawi.